# Köcherfliegen

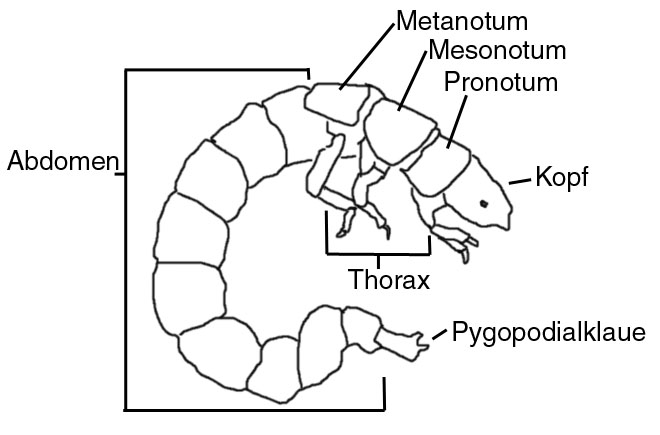
Schematische Zeichnung einer Köcherfliegenlarve ohne Köcher

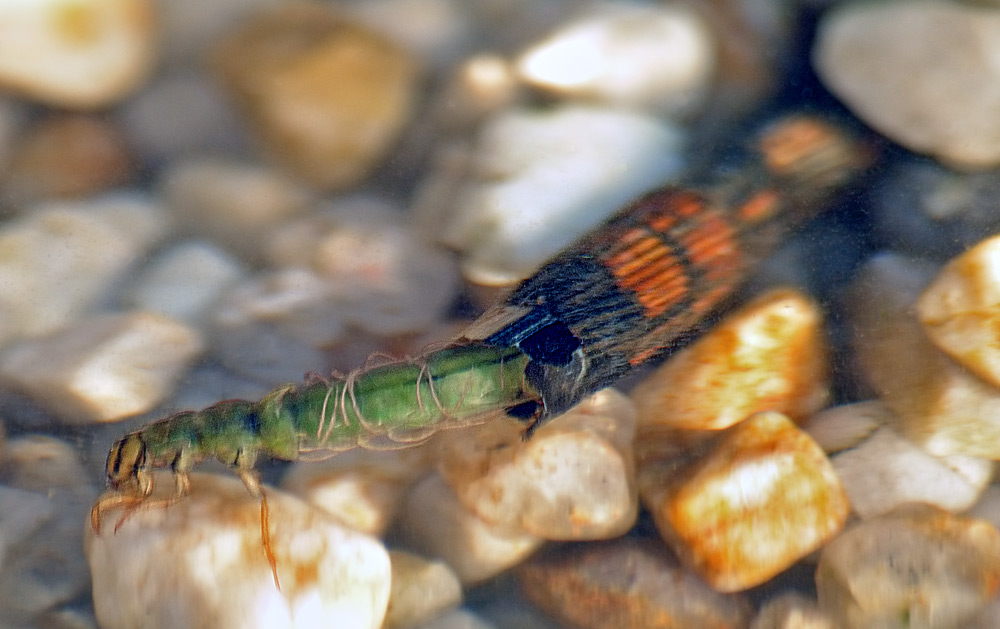
Larve aus der Familie Phryganeidae mit Köcher

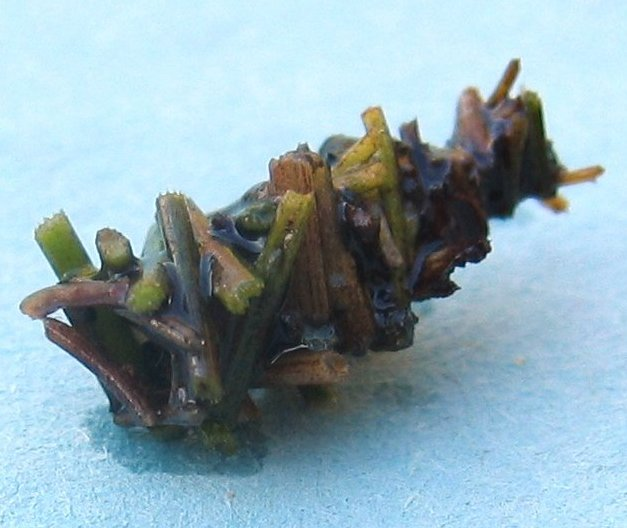
Köcher einer Larve

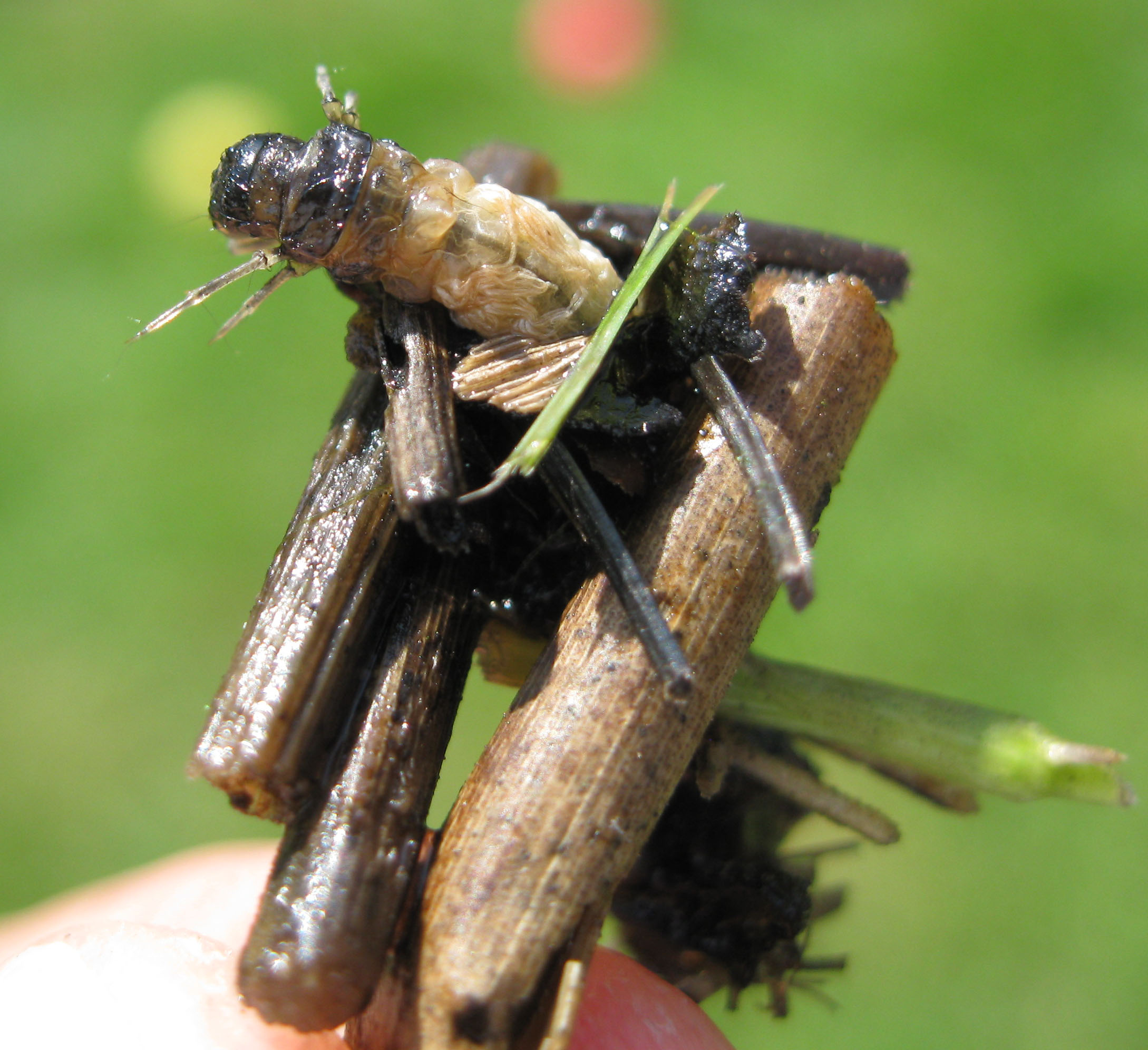
Köcherfliegenlarve in ihrem Köcher

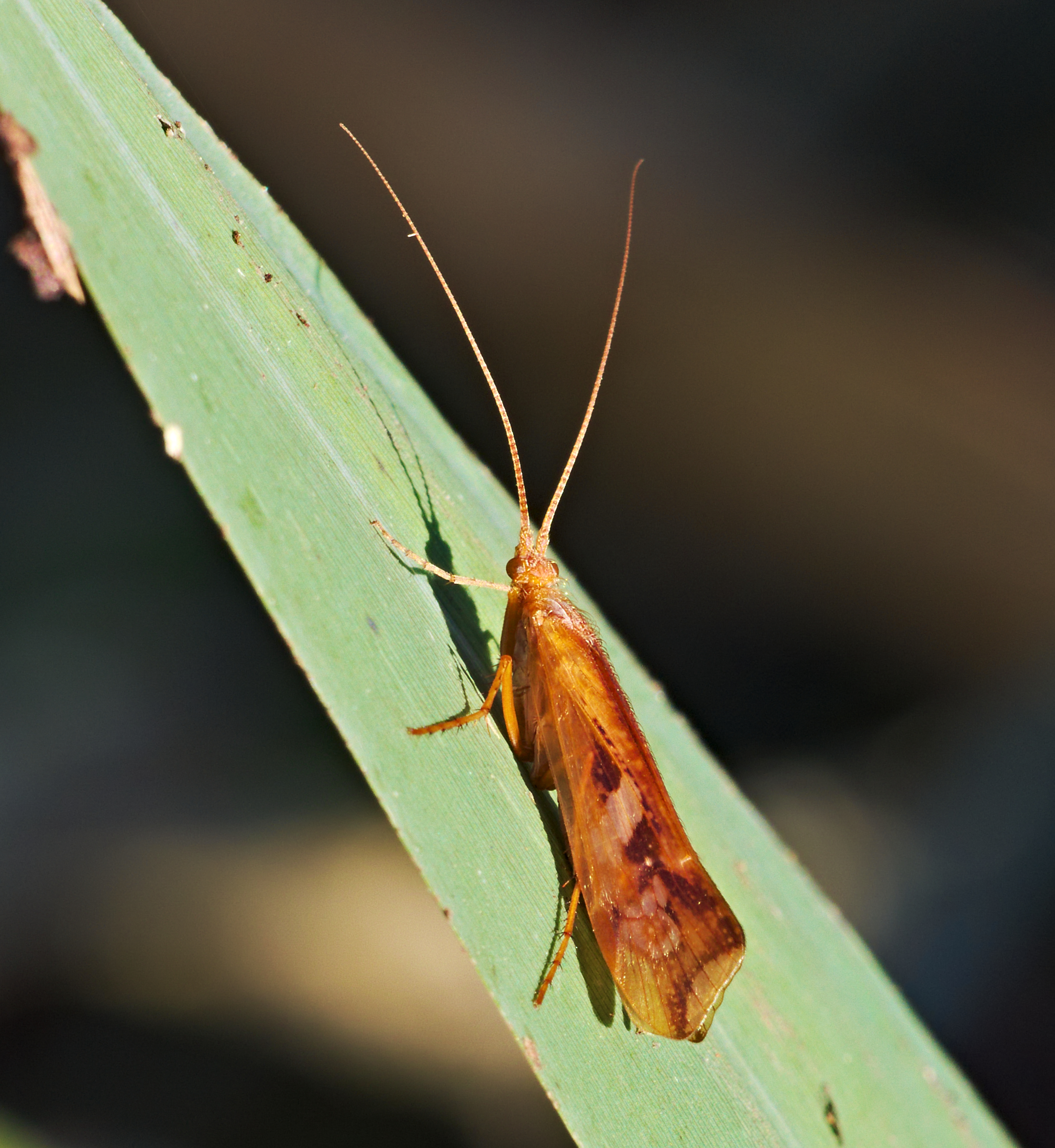
Limnephilus lunatus

Die Köcherfliegen (Trichoptera) bilden eine Ordnung der Insekten innerhalb der Neuflügler (Neoptera) und gehören zu den holometabolen Insekten (Holometabola). Mit etwa 13.000 bekannten Arten ist es die größte primär aquatische Insektenordnung. Aus Europa insgesamt sind 1211 Arten und Unterarten belegt, in Mitteleuropa knapp 400 Arten, in Deutschland leben 307 Arten. Die Körperlänge der Tiere beträgt zwischen 1,5 und 40 mm, die Flügelspannweite zwischen 3,5 und 68 mm. Die kleinsten mitteleuropäischen Arten gehören zur Familie Hydroptilidae (ca. 3 mm, Flügellänge ca. 5 mm). Größte mitteleuropäische Art ist Phryganea grandis (Phryganeidae) mit 60 mm Flügelspannweite.
Namensgebend sind die Wohnröhren der Larven, die als Köcher bezeichnet werden.

## Anatomie der Köcherfliegen
Ein auffälliges Merkmal der Köcherfliegen sind die mehr oder weniger stark behaarten Flügel, von denen sich der Name dieser Ordnung ableitet (griechisch Trichos ‚Haar‘ und griech. Pteron ‚Flügel‘). Diese sind in Ruhe dachartig auf den Hinterleib der Tiere gelegt. Bei einigen Arten können diese Flügel jedoch verkümmert sein oder ganz fehlen (nicht in Mitteleuropa). Die Vorderflügel sind meist bräunlich oder gelblich gefärbt (manchmal weißlich oder schwarz, selten auch farbig) und oft gefleckt oder gemustert. Die Vorderflügel sind meist länger als die Hinterflügel. Da diese breiter sind, ist ihre Fläche nahezu gleich groß. Im Flug sind die Flügel durch als Koppelungsmechanismus wirkende Häkchen und Borsten miteinander verbunden und bilden eine funktionale Einheit. Wenige Köcherfliegen tragen Schuppen auf ihren Flügeln, z. B. die afrikanische Art Pseudoleptocerus chirindensis, ähnlich Schmetterlingen. Der Körper der Köcherfliegen ist mehr oder weniger lang gestreckt. Am Thorax sitzen drei meist lange und schlanke Beinpaare. Lange dornartige Fortsätze („Sporne“) an der Tibia sind ein wichtiges Merkmal zur Unterscheidung der Familien. In manchen Familien sind die Mittelbeine der Weibchen als Schwimmbeine abgeplattet (zur Eiablage). Der Hinterleib ist walzenförmig. Am Hinterende des Hinterleibs sitzen die Kopulationsorgane, die vielfältig umgebildet sind und das wichtigste Merkmal zur Bestimmung der Arten darstellen. Seitlich am Kopf sitzen meist recht große und gut entwickelte Komplexaugen, die 3 Stirnaugen (Ocellen) können je nach Familie vorhanden sein oder auch fehlen. Die Fühler sind schnurförmig und meist sehr lang, ihre Länge kann die Körperlänge deutlich übersteigen. Die Köcherfliegen besitzen leckende Mundwerkzeuge, wobei die Mandibeln vollständig fehlen oder rudimentär und funktionslos sind. An den Maxillen sind große, beinartige Palpen ausgebildet, die manchmal peitschenförmig verlängert sein können. Die Unterlippe (Labium) ist ausstülpbar und bildet ein so genanntes Haustellum. Dieses trägt am Vorderende (aus dem Prämentum als Teil des Labiums gebildet) viele kleine Haare (Mikrotricha), die ein System verbundener Kanälchen bilden. Am Hinterende gehen sie in eine Rinne über, deren obere Hälfte vom Epipharynx (Innenseite des Clypeolabrums) gebildet wird und die zur eigentlichen Mundöffnung, die verborgen im Inneren liegt, hinführt. Das Haustellum kann durch Druckanstieg der Haemolymphe ausgefahren und durch Muskeln wieder eingefahren werden. Mit ihm sind die Tiere in der Lage, durch Kapillarkräfte Wasser und Nektar aufzusaugen. Allerdings nehmen die erwachsenen Köcherfliegen bei manchen Arten überhaupt keine Nahrung auf (z. B. Enoicyla, Fam. Limnephilidae: Lebensdauer der Imagines hier ca. 14 Tage). Die Lebensdauer des geflügelten Imaginalstadiums beträgt bei den meisten Arten ca. 4 Wochen. Bei Arten mit Imaginal-Diapause kann sie 5 bis 6 Monate betragen.
Im Gegensatz zur Schwestergruppe, der Ordnung der Schmetterlinge, haben Köcherfliegen „behaarte“ Flügel und tragen keine Schuppen; ein Saugrüssel fehlt ihnen.

## Fortpflanzung und Entwicklung
Die meisten erwachsenen Köcherfliegen sind dämmerungs- und nachtaktiv. Bei tagaktiven Arten bilden die Männchen oft Paarungsschwärme, die Kopulation der Geschlechtspartner findet anschließend in der Vegetation statt. Die befruchteten Eier werden dann bei den Limnephiloidea als Gallertpakete ins Wasser gegeben (manchmal im Flug), bei den Rhyacophiloidea und den Hydropsychoidea mit einer Kittsubstanz an Pflanzen, Steinen oder anderen Substratelementen angeklebt. Bei den Limnephilidae und den Goeridae legen die Weibchen der meisten Arten den Laich außerhalb des Wassers an Äste oder überhängende Halme, von wo aus er ins Wasser tropft. Bei einigen Arten (v. a. Familie Phryganeidae) taucht das Weibchen zur Eiablage auch unter Wasser und hat zu diesem Zweck speziell als Schwimmbeine umgewandelte Mittel- und Hinterbeine.
Aus dem Ei schlüpft eine Eilarve, die sich anschließend bis zum Puppenstadium fünfmal häutet (5 Larvenstadien). Der Kopf der Larven trägt gut ausgebildete beißende Mundwerkzeuge (Mandibeln). Seitlich am Kopf sitzen Augen aus sechs einzelnen Ocellen (Stemmata), ähnlich den Augen der Käferlarven und Augen der Raupen. Die Fühler der Larven sind kurz. Bei den köchertragenden Familien sitzen am ersten Hinterleibssegment häufig ein bis drei Höcker, die zum Festhalten dienen. Häufig besitzen sie finger- oder fransenartige Tracheenkiemen am Hinterleib, gelegentlich zusätzlich auch am Thorax, die die Atmung unterstützen. Anzahl, Form und Anordnung der Kiemenfäden sind für einige Familien und Gattungen typisch. Alle Köcherfliegenlarven besitzen am Hinterende Pygopodialklauen (Nachschieberklauen) zum Festhalten, häufig auf verlängerten, beinartigen Fortsätzen.
Die Wohnröhren der Larven, die auch als „Köcher“ bezeichnet werden, bestehen aus einem Sekret, welches die Larven aus den Labialdrüsen am Kopf abgeben und mit dem sie ihre Baumaterialien miteinander verbinden. Dieses Gespinst entspricht der Kokon-Seide der Schmetterlingsraupen und wird zu den Gehäusen gezählt. Die meisten Köcher bestehen aus Substratelementen wie Steinchen oder Schilfstückchen, die mit Hilfe des Spinnsekrets zu einer Röhre verklebt werden. Beim Wachstum der Larven wird am Vorderende neues Material angefügt. Das Hinterende wird bei vielen Arten beim Wachstum abgebissen. Es ist dann manchmal mit einer auffallenden Membran verschlossen. Die Form des Köchers kann für eine Familie oder Art hoch charakteristisch sein, z. B. bauen die Glossosomatidae hoch gewölbte, kurze „Steinhäufchen“ (wie ein Schildkrötenpanzer), die Beraeidae schmale, glatte gebogene Sandköcher, die Goeridae kurze gerade Köcher aus gröberen Steinchen, aus denen seitlich größere Steine hervorragen, manche Lepidostomatidae vierkantige Köcher aus zurechtgeschnittenen Blattstückchen. Der Köcher von Thremma (Thremmatidae) ist mützenförmig, der von Helicopsyche gewunden wie ein Schneckenhaus.
Allerdings gibt es auch eine ganze Reihe von Familien, die keine Köcher bauen (Rhyacophilidae, Hydropsychidae, Psychomyiidae und andere). Die Larven der Psychomyiidae bauen auf der Oberfläche von Steinen tunnelförmige, manchmal verzweigte Wohnröhren. Andere Familien bauen aus dem Spinnsekret Driftnetze zum Filtrieren des Wassers zur Nahrungsbeschaffung. Wieder andere sind völlig frei lebend.
Die köcherbauenden Köcherfliegenlarven erinnern in der Gestalt an Schmetterlingsraupen, nach dem latinisierten Namen wird diese Larvenform manchmal als „erucoid“ bezeichnet. Im Gegensatz zu diesen haben sie niemals Bauchfüße am Hinterleib, die meisten Arten haben dort, manchmal mehrere, regelmäßige Kiemenpaare. Die meisten frei lebenden Larven haben eine gestrecktere Form mit nach vorn gestrecktem Kopf, die manche Bearbeiter an das Urinsekt Campodea (Ordnung Diplura) erinnert hat; sie werden dann „campodeid“ genannt.
Die Verpuppung erfolgt im Köcher oder bei den nicht köcherbauenden Arten in speziellen Puppenhüllen, meist an Steinen angeheftet. Das Puppenstadium besitzt große, bewegliche Mandibeln, die dazu dienen, den Köcher oder Puppenkokon vor dem Schlupf aufzuschneiden. Die Puppe ist beweglich, sie führt im Köcher bei Sauerstoffmangel schlängelnde Bewegungen aus, um den Wasseraustausch zu beschleunigen. Zur Unterstützung besitzt sie am Hinterleib meist breite Haar- oder Borstensäume. Zum Schlupf (nach maximal etwa vier Wochen Puppenruhe) schwimmt und kriecht die Puppe zur Wasseroberfläche. Das geflügelte Insekt schlüpft am Ufer, an Steinen oder Pflanzen festgekrallt, in drei bis vier Minuten aus der Puppenhaut, meistens nachts.

## Ökologie und Lebensweise der Köcherfliegenlarven
Die Larven der Köcherfliegen leben aquatisch, mit wenigen Ausnahmen: die einzige mitteleuropäische Gattung, deren Larven terrestrisch leben, ist Enoicyla (Fam. Limnephilidae). Die weitaus meisten sind Bewohner der Fließgewässer, wo sie zu den wichtigsten und artenreichsten Bewohnern des Makrozoobenthos gehören, in Bächen sind sie in der Regel zusammen mit oder knapp nach den Zweiflüglern die individuen- und artenreichsten Besiedler. Die Artenzahl in einem (nicht abwasserbelasteten) Bach beträgt bei strukturarmen Tieflandsbächen etwa zehn, sie kann in Gebirgsbächen fünfzig Arten schon in einer kurzen Gewässerstrecke übersteigen. Die einzelnen Arten sind meist auf bestimmte Gewässerabschnitte spezialisiert, wobei von Quellen und Quellbächen (Krenal) über Bäche (Rhithral) bis zu Flüssen (Potamal) alle Abschnitte artenreich besiedelt sind. Besonders artenreich sind mittelgroße Bachabschnitte und kleine Flüsse. 
In großen Flüssen können manche Arten Massenvorkommen ausbilden, die beim synchronisierten Schlupf von Millionen von Individuen gewaltige Schwärme bilden. Diese sind auf Satelliten- oder Radaraufnahmen schon mit den Rauchwolken eines Großbrandes verwechselt worden.
Die Köcherfliegenlarven leben im Allgemeinen von partikulärer organischer Substanz. Sie schaben entweder den organischen Belag aus Algen usw. (Biofilm) auf der Oberfläche von Steinen ab, oder sie ernähren sich von zersetztem Falllaub und anderen Pflanzenresten; sehr selten auch von Totholz. Manche Familien haben sich als Filtrierer spezialisiert (z. B. Hydropsychidae, Polycentropodidae). Diese bauen aus ihren selbst gefertigten Gespinsten hergestellte Driftnetze quer zur Strömung, die Netze können trichterförmig oder von unregelmäßiger Gestalt sein. Es gibt auch eine Reihe von räuberischen Arten (z. B. viele Arten der Familie Rhyacophilidae).
Viele Köcherfliegenlarven sind Indikatoren der saprobiellen Wasserqualität, die meisten Arten kommen nur in Gewässern mit guter bis sehr guter Wasserqualität vor. Andere Arten kommen aber regelmäßig bis in den kritisch belasteten Bereich (Güteklasse II-III) vor. Eine Reihe von anderen Arten lebt ausschließlich oder vorzugsweise in stehenden Gewässern (z. B. Phryganeidae).

## Systematik der Köcherfliegen
Die Köcherfliegen werden auf der Basis der Anzahl der Glieder der Kieferntaster in zwei Unterordnungen aufgeteilt: Die Aequipalpia oder Annulipalpia besitzen fünfgliedrige Palpen, bei den Inaequipalpia oder Integripalpia sind die Palpen zwei- bis viergliedrig. Verschiedene Taxonomen unterscheiden eine dritte Unterordnung Spicipalpia mit vier Familien, sie entspricht der Überfamilie Rhyacophiloidea in der Übersicht. Während die Abgrenzung der übrigen Unterordnungen relativ klar erscheint, besteht über die Position dieser vier Familien im Stammbaum große Uneinigkeit.
Die folgende Liste enthält die Familien, in denen europäische Arten zu finden sind (die Artenzahlen beziehen sich auf Europa):
- Köcherfliegen - Trichoptera
  - Unterordnung Annulipalpia
    - Überfamilie Rhyacophiloidea
      - Rhyacophilidae, nur eine Gattung (Rhyacophila) mit 101 Arten
      - Glossosomatidae, 55 Arten
      - Hydroptilidae, 116 Arten

  - Unterordnung Integripalpia
    - Überfamilie Hydropsychoidea
      - Philopotamidae, 42 Arten
      - Hydropsychidae, 76 Arten
      - Polycentropodidae, 59 Arten
      - Psychomyiidae, 70 Arten
      - Ecnomidae, nur eine Gattung (Ecnomus) mit 2 Arten

    - Überfamilie Limnephiloidea
      - Apataniidae, nur eine Gattung (Apatania) mit 33 Arten, früher meist als Unterfamilie zu den Limnephilidae gestellt
      - Brachycentridae, 18 Arten
      - Calamoceratidae, nur eine Gattung (Calamoceras) mit 2 Arten
      - Goeridae, 16 Arten
      - Lepidostomatidae, 11 Arten
      - Leptoceridae, 83 Arten
      - Limnephilidae, 326 Arten
        - Enoicyla pusilla
        - Glyphotaelius pellucidus
        - Halesus radiatus
        - Limnephilus rhombicus

      - Molannidae, 5 Arten
      - Odontoceridae, nur eine Gattung (Odontocerum) mit 3 Arten
      - Phryganeidae, 17 Arten
        - Oligotricha striata
        - Phryganea grandis

      - Thremmatidae, nur eine Gattung (Thremma) mit 4 Arten

    - Überfamilie Sericostomatoidea
      - Anomalopsychidae
      - Antipodoeciidae
      - Barbarochthonidae
      - Beraeidae, 37 Arten
      - Calocidae
      - Chathamiidae
      - Conoesucidae
      - Helicophidae
      - Helicopsychidae, nur eine Gattung (Helicopsyche) mit 5 Arten
      - Hydrosalpingidae
      - Petrothrincidae
      - Sericostomatidae, 31 Arten

## Arten (Auswahl)
- Chaetopteryx villosa
- Waldköcherfliege (Enoicyla pusilla)
- Glyphotaelius pellucidus
- Tobias-Köcherfliege (Hydropsyche tobiasi)
- Limnephilus rhombicus
- Oligotricha striata
- Große Teichköcherfliege (Phryganea grandis)
- Gebänderte Flussköcherfliege (Rhyacophila fasciata)

## Fossile Belege

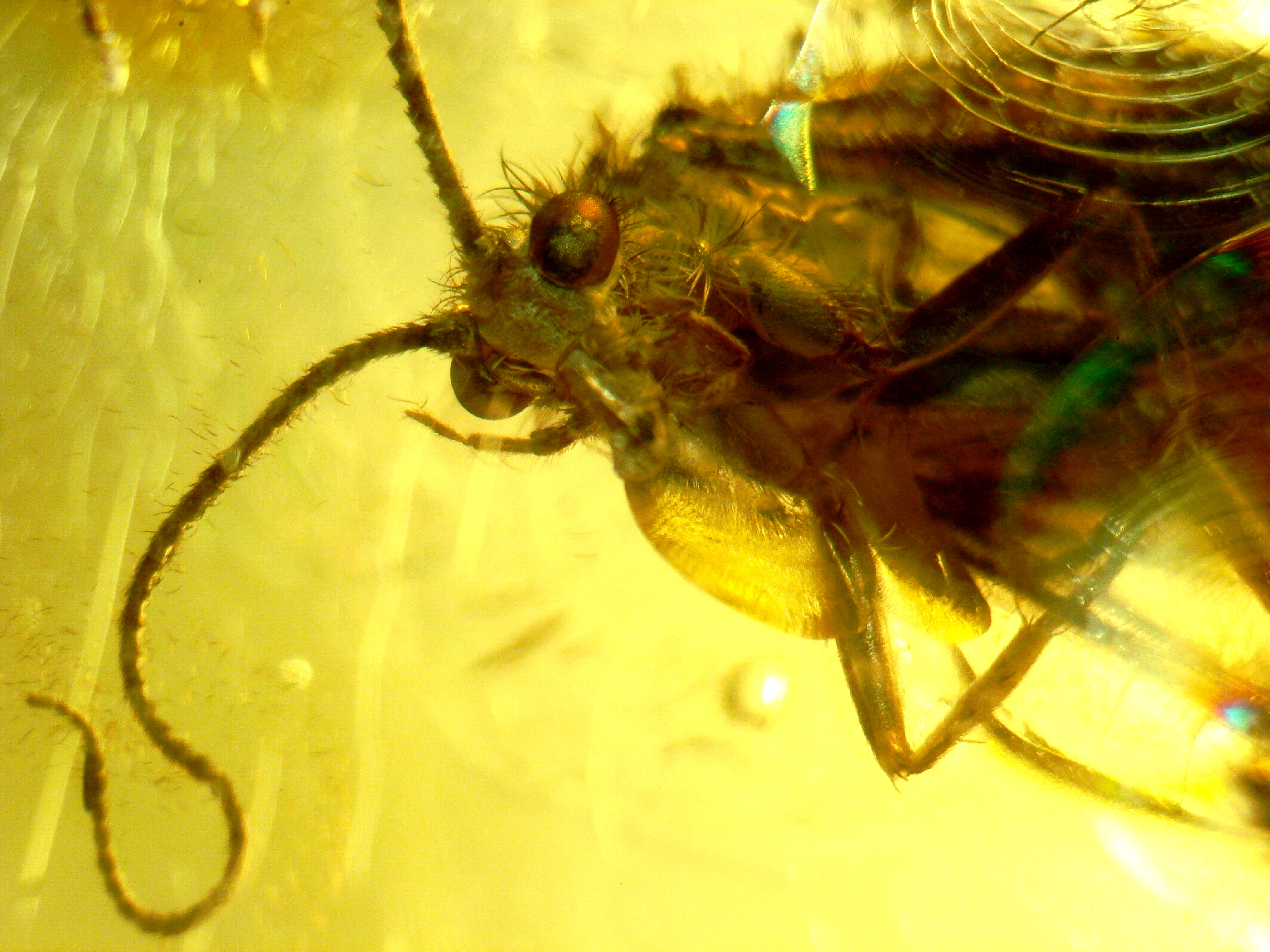
Köcherfliege in Baltischem Bernstein

Die ältesten fossilen Belege von Köcherfliegen stammen aus dem Unteren Perm. Darüber hinaus sind Vertreter dieser Familie weltweit in kreidezeitlichem und tertiärem Bernstein nicht selten. In Baltischem Bernstein machen Köcherfliegen mit mehr als 150 bestimmten Arten rund 5 % der gesamten fossilen Fauna aus. Insgesamt sind etwa 650 fossile Köcherfliegenarten beschrieben worden. Da einige wenige Köcherfliegen ähnlich beschuppte Flügel tragen wie Schmetterlinge, werden die beiden Ordnungen Lepidoptera und Trichoptera dem gemeinsamen Vorfahren Amphiesmenoptera zugeordnet.